# Stefaan Van Calster

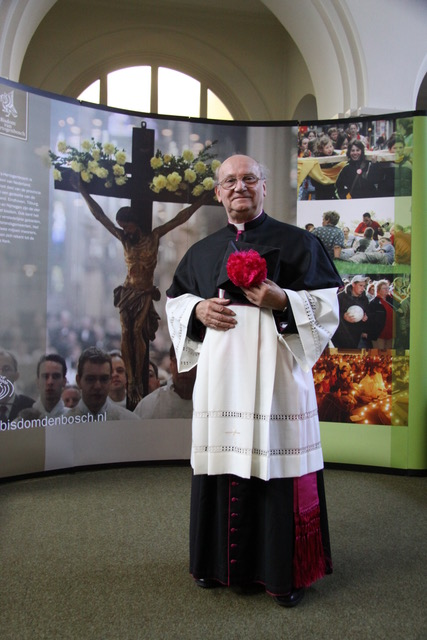
Van Calster in het Sint-Janscentrum op 18 september 2010

Stefaan Van Calster (Sint-Katelijne-Waver, 3 februari 1937 – Warschau, 28 april 2016) was een Belgisch hoogleraar, theoloog en priester, die zich vooral heeft ingezet voor de vorming van nieuwe priesters in Vlaanderen en Nederland, en betrokken was bij verschillende processen tot zaligverklaring.

## Levensloop
Van Calster studeerde wiskunde en wetenschappen en was enkele jaren leraar aan het Sint-Romboutscollege te Mechelen. Na zijn legerdienst volgde hij de studie aan het Grootseminarie van Mechelen: filosofie en theologie. Na zijn priesterwijding op 27 juni 1966 te Mechelen studeerde hij in München en behaalde er een diploma aan het Institut für Katechetik und Homiletik. Daarna vervolgde hij zijn studie aan de Radboud Universiteit in Nijmegen en verkreeg de academische titel doctorandus in de theologie, sectie pastoraal. Hij promoveerde hierna bij de voormalige bisschop van Luik, Albert Houssiau, aan de Université catholique de Louvain op een proefschrift getiteld Bijbel en Preek. 
Van 1970 tot 1988 was hij president van het grootseminarie van zijn bisdom, het Johannes XXIII-seminarie te Leuven. Hij volgde in deze hoedanigheid Herman Servotte op. Tevens was hij hoogleraar aan het Centrum voor Kerkelijke Studies te Leuven en aan de grootseminaries van Antwerpen en Gent. Hij was medeoprichter en hoogleraar aan het Centrum voor Priesteropleiding op Rijpere Leeftijd (CPRL) te Antwerpen.
In Nederland was hij vanaf 1977 tot aan zijn overlijden als docent verbonden aan het grootseminarie Rolduc te Kerkrade en vanaf 1988 aan het Sint-Janscentrum te 's-Hertogenbosch. 
Van Calster was Romeins postulator voor het proces van zaligverklaring van de Letse bisschop Boleslas Sloskans, die in ballingschap in Leuven overleed. Hij was delegatus episcopalis voor de zalig- en heiligverklaringsprocessen van o.a. Anna Maria Tauscher, Karel Houben en Dorothea Visser en in Vlaanderen voor Jozef Cardijn en Martha Vandeputte, de stichter van de zusters passionisten in Tienen. Sinds 2005 was hij pastoor te Mariadorp-Eijsden.
Tot aan zijn overlijden was hij hoofdredacteur van het Internationaal Katholiek Tijdschrift Communio. In 2008 en 2009 was hij de eerste programmadirecteur van Radio Maria Nederland en Vlaanderen.
In 2010 werd hij door paus Benedictus XVI wegens zijn talrijke verdiensten benoemd tot Kapelaan van Zijne Heiligheid, waardoor hij de titel monseigneur kreeg.
Van Calster overleed onverwachts in Warschau (Polen), waar hij deelnam aan de jaarlijkse internationale redactievergadering van Communio. Zijn uitvaart vond plaats in zijn geboortestad Sint-Katelijne-Waver op 14 mei 2016.

## Publicaties (selectie)
- Bijbel en preek : een pastoraaltheologische bijdrage tot de studie van de homilie : problematiek, analyse, reflexie (Brugge : Emmaüs, 1978).
- Wat is pastoraal? 1: Priester en pastor zijn te midden van een veranderende kerk en maatschappij(Brugge : Emmaüs ; Nijmegen : Gottmer, 1978).
- Wat is pastoraal? 2: Opbouw en structuur van christelijke gemeenschappen te midden van een veranderende kerk en samenleving (Brugge : Emmaüs ; Nijmegen : Gottmer, 1980).
- Bevestig uw broeders : communicatie - getuigenis - pastoraal (Brugge : Tabor, 1988).
- De parochie : heden, verleden en toekomst (red.),(Brugge : Tabor, 1988).
- Gedenkboek : monseigneur Boleslas Sloskans : symbool van de vervolgde Kerk (samen met Dirk Hanssens osb) (Brugge : Tabor, 1995).
- De homilie in de documenten van Vaticanum II, Tijdschrift voor liturgie 61(1977), p. 249-264.
- Het apostolisch ambt te midden van een veranderende samenleving, Communio (Nederlandse editie) 6(1981), p. 372-389.
- Dissonante praxis en verkondigde waarheid : waarheden formuleren of ... manipuleren?,Communio (Nederlandse editie) 12(1987), p. 258-269.
- De homilie bij een begrafenis : verwonding en verwerking van lijden in christelijk perspectief, Communio (Nederlandse editie), 13(1988), p. 440-450.
- Zij verlieten hun netten ... : over roeping : bekering, zending en wijding, Communio (Nederlandse editie), 15(1990), p. 203-212
- De originaliteit van het christelijk leven : pastorale bedenkingen bij de encycliek 'Veritatis splendor, Communio (Nederlandse editie), 18(1993), p. 437-451.
- Ga op tocht ... naar het land dat Ik u aanwijs' (Gen. 12, 1) : pastorale mogelijkheden bij een bedevaart, Communio (Nederlandse editie), 22(1997), p. 210-218.
- Waarom wordt er zo weinig over de eschatologie gepreekt? Communio (Nederlandse editie), 24(1999), p. 447-457.
- Sacrament in het leven van de christen : over het pastoraat bij 'seizoenchristenen', Communio (Nederlandse editie), 24(1999), p. 260-273.
- Diaconie aan de communio : over de dienstbaarheid van de christen naar het voorbeeld van Jezus bij de uitbouw van de gemeenschap met God en de anderen, Communio (Nederlandse editie), 26(2001), p. 92-102.
- Het proces van zaligverklaring : met Mgr. Boleslavs Sloskans naar de zaligverklaring, Communio (Nederlandse editie), 27(2002), p. 392-400
- De homilie en haar doelstelling : van 'Sacrosanctum Concilium' tot 'Sacramentum caritatis' - catechese of liturgie?, Communio (Nederlandse editie), 32(2007), p. 293-301.
- Waarom wordt er zo weinig over het 'Rijk Gods' gesproken in het pastoraat?, Communio (Nederlandse editie), 32(2007), p. 3-16.
- Karel Houben : een nieuwe Nederlandse heilige, Communio (Nederlandse editie), 32(2007), p. 414-421.
- Zaligverklaringen : kan men er nog aan beginnen?, Communio (Nederlandse editie), 33(2008), p. 154-160.
- De zalig- en heiligverklaring, in: Herders naar zijn hart : bijdragen over de vorming en het leven van de priester, (red.) Hendriks, Lambert J.M., Hamans, Paul W.F.M., Hegge, Bernhard K.,  (Bergambacht : 2VM, 2011), p. 499-521.
- Pedagogie van de heiligheid, Communio (Nederlandse editie), 38(2013), p. 420-428.

- Bibliothèque nationale de France: cb14470835q (data)
- Gemeinsame Normdatei: 1147207682
- International Standard Name Identifier: 0000 0001 1715 3941
- Library of Congress Control Number: n87919966
- Nationale Bibliotheek van Letland: 000113604
- Nationale Bibliotheek van Tsjechië: skuk0001938
- Nederlandse Thesaurus van Auteursnamen: 068804253
- Virtual International Authority File: 163864948
- WorldCat: E39PBJmTmgVqph6vMqYhhyPCwC